# Bisbat d'Ōita
El bisbat d'Ōita (japonès: カトリック大分教区, llatí: DioecesisOitaensis) és una seu de l'Església Catòlica al Japó, sufragània de l'arquebisbat de Nagasaki. Al 2013 tenia 6.162 batejats sobre una població de 2.310.308 habitants. Actualment està regida pel bisbe Paul SueoHamaguchi.

## Territori
La diòcesi comprèn les prefectures d'Ōita i de Miyazaki, a l'illa Kyushu
La seu episcopal és la ciutat d'Oita on es troba la catedral de Sant Francesc Xavier
El territori s'estén sobre 14.072 km², i està dividit en 26 parròquies.

## Història
Diòcesi de Funai
La primera jurisdicció catòlica al territori d'Otai va ser establerta el 19 de febrer de 1588, durant la preeminència colonial portuguesa, com a Diòcesi de Funai, sobre territori pres de la diòcesi de Macau. Va ser suprimida vers el 1660.
Diòcesi d'Otai
La missió sui iuris de Miyazaki va ser erigida el 27 de març de 1928 amb 
el breu Supremiapostolatus del Papa Pius XI, prenent el territori de la diòcesi de Fukuoka.
El 28 de gener de 1935 la missió sui iuris va ser elevada a prefectura apostòlica mitjançant la butlla Ad potiorisdignitatis del mateix Pius XI.
El 22 de desembre de 1961, per efecte de la butlla Quaeuniverso del Papa Joan XXIII, la prefectura apostòlica va ser elevada a diòcesi i assumí el nom actual.

## Cronologia episcopal
Diòcesi de Funai
- Sebastião de Morais de Funchal, S.J. (19 de febrer de 1588 – 19 d'agost de 1588 mort)
- Pedro Martins, S.J. (17 de febrer de 1592 – 18 de febrer de 1598 mort)
- Luis Cerqueira, S.J. (18 de febrer de 1598 – 15 de febrer de 1614 mort)
- Diogo Correia Valente, S.J. (8 de gener de 1618 – 28 de d'octubre de 1633)
- Francesco Antonio Frascella, O.F.M. Conv., (26 de febrer de 1638 – 1653) (administrador apostòlic)

Diòcesi d'Otai
- Vincenzo Cimatti, S.D.B. † (1 d'agost de 1928 - 28 de gener de 1935 prefecte apostòlic - 21 de novembre de 1940 renuncià)
  - Dominic Senyemon Fukahori † (18 de novembre de 1945 - 22 de desembre de 1961 renuncià) (administrador apostòlic)
- Peter Saburo Hirata, P.S.S. † (22 de desembre de 1961 - 15 de novembre de 1969 nomenat bisbe de Fukuoka)
- Peter Takaaki Hirayama (15 de novembre de 1969 - 10 de maig de 2000 jubilat)
- Dominic Ryōji Miyahara (10 10 de maig de 2000 - 19 de març de 2008 nomenat bisbe de Fukuoka)
  - Sede vacante (2008-2011)
- Paul Sueo Hamaguchi, des del 25 de març de 2011

## Estadístiques
A finals del 2013,la diòcesi tenia 6.162 batejats sobre una població de 2.310.308 persones, equivalent al 0,3% del total.
| any  | població | població  | població | sacerdots | sacerdots       | sacerdots       | sacerdots             | diaques | religiosos | religiosos | parròquies |
| ---- | -------- | --------- | -------- | --------- | --------------- | --------------- | --------------------- | ------- | ---------- | ---------- | ---------- |
| any  | batejats | total     | %        | total     | clergat secular | clergat regular | batejats por sacerdot | diaques | homes      | dones      |            |
| 1950 | 2.950    | 3.000.000 | 0,1      | 23        | 1               | 22              | 128                   |         | 22         | 45         | 8          |
| 1969 | 6.055    | 2.234.804 | 0,3      | 49        | 5               | 44              | 123                   |         | 55         | 151        | 21         |
| 1980 | 5.750    | 2.366.070 | 0,2      | 58        | 6               | 52              | 99                    |         | 60         | 212        | 27         |
| 1988 | 5.452    | 2.424.301 | 0,2      | 62        | 7               | 55              | 87                    |         | 72         | 230        | 43         |
| 1999 | 5.892    | 2.404.645 | 0,2      | 61        | 11              | 50              | 96                    |         | 69         | 257        | 27         |
| 2000 | 5.931    | 2.402.071 | 0,2      | 106       | 52              | 54              | 55                    |         | 76         | 250        | 27         |
| 2001 | 5.954    | 2.399.655 | 0,2      | 55        | 9               | 46              | 108                   |         | 64         | 263        | 27         |
| 2002 | 5.939    | 2.387.965 | 0,2      | 50        | 9               | 41              | 118                   |         | 61         | 266        | 26         |
| 2003 | 5.816    | 2.386.818 | 0,2      | 57        | 11              | 46              | 102                   |         | 66         | 251        | 27         |
| 2004 | 5.764    | 2.368.659 | 0,2      | 58        | 11              | 47              | 99                    |         | 65         | 238        | 26         |
| 2013 | 6.162    | 2.310.308 | 0,3      | 50        | 15              | 35              | 123                   | 3       | 53         | 219        | 26         |